# Irseer Klosterbräu
 (avril 2021).
Si vous disposez d'ouvrages ou d'articles de référence ou si vous connaissez des sites web de qualité traitant du thème abordé ici, merci de compléter l'article en donnant les références utiles à sa vérifiabilité et en les liant à la section « Notes et références ».
L’Irseer Klosterbräu est une brasserie à Irsee, dans le Land de Bavière. L'ancienne abbaye comprend aussi un musée, un restaurant et un hôtel.

## Histoire
L'abbaye d'Irsee est fondée au XIIe siècle. La première brasserie est principalement créée pour l'usage personnel des moines bénédictins. Après les destructions de la guerre des Paysans allemands et de la guerre de Trente Ans, le monastère (abbaye impériale depuis le XVe siècle) est reconstruit. Cependant, lorsque l'abbaye est définitivement fermée en 1803 au cours de la sécularisation, la brasserie devient une propriété privée. Les autres bâtiments du monastère servent de maison de soins médicaux et infirmiers pour les personnes handicapées mentales à partir de 1849.
Ce n'est qu'en 1970 qu'un concept pour faire revivre la tradition du monastère est lancé et mis en œuvre. Dans les années qui suivent jusqu'au 800e anniversaire de l'ancienne abbaye bénédictine en 1982, l'hôpital ferme en 1972, l'église et les bâtiments du monastère, y compris les voûtes de la cave, dont certaines sont décorées de fresques, avec leur maçonnerie épaisse sont restaurés. La brasserie doit être agrandie avec un musée de la brasserie, un restaurant-brasserie et un hôtel. Lors des travaux de restauration de l'ancienne salle à manger, des fragments d'une ancienne cheminée sont retrouvés. On pense que les premières chambres d'hôtes des moines de l'Irsee se situaient autour de cette zone. La cheminée est reconstruite sur la base de modèles originaux. La bière est de nouveau produite dans le Klosterbräu en utilisant le processus de brassage purement traditionnel de l'ancien monastère. Les marques de bière sont "Kloster Urtrunk" et "Kloster Urdunkel". Dans le musée de la brasserie, les visiteurs peuvent assister au brassage et visiter la cave de fermentation, où la bière mûrit pendant 80 à 180 jours, selon le genre.

## Musée

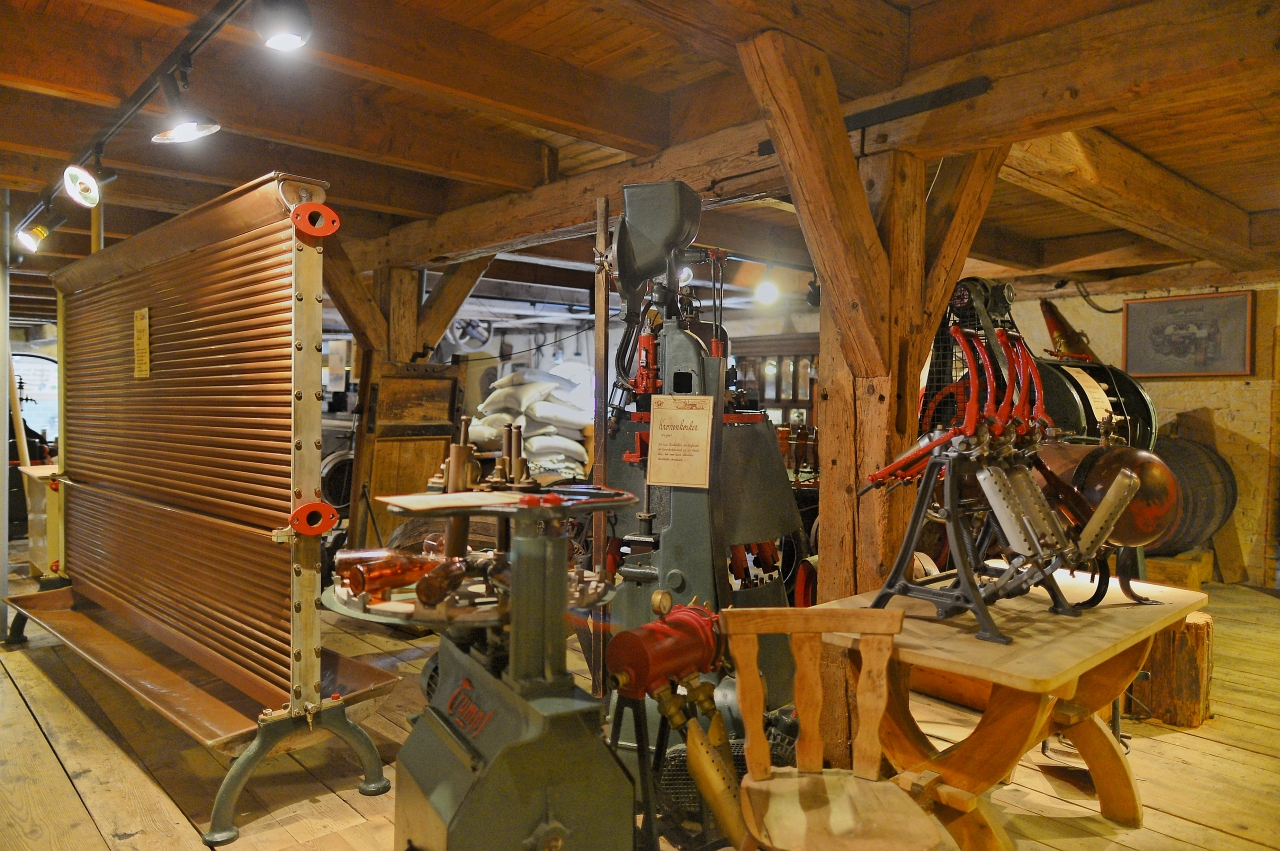
Le musée

Depuis le musée de la brasserie, on peut observer la brasserie directement à travers de grandes vitres. Les expositions comprennent de nombreux équipements des différentes époques de la brasserie du monastère et de nombreuses autres expositions sur l'histoire de l'abbaye d'Irsee. Des photos historiques et des cartes postales sont présentées dans une exposition spéciale.

## Production
En plus de la Helles Kloster Urtrunk, Irseer Klosterbräu brasse les variétés suivantes : Kloster Ur-Dunkel, Kloster Starkbier et Kloster Urweiße. . En 1981, le produit Abts Trunk est brassé comme une édition spéciale pour le 800e anniversaire de la fondation du monastère, elle est considérée longtemps comme la bière allemande la plus chère. De plus, une eau-de-vie de bière et une liqueur de monastère sont produites.